# 北大秦简
北京大学藏秦简牍，简称北大秦简，是2010年初由香港冯燊均国学基金会出资购回，并赠予北京大学的一批古代简牍。這是继北大汉简之后，北京大学获赠的又一批秦汉简牍。
经清理后共取得竹简762枚（其中约300枚为双面书写）、木简21枚、木牍6枚、竹牍4枚、木觚1枚。同时清理出的还有骰子1枚、算筹61根以及竹简残片若干。初步判断简牍的抄写年代大约在秦始皇时期，这批简牍的主人应是秦的地方官吏。根据《道里书》记述，简牍的出土地点可能是湖北省中部的江汉平原地区。

## 内容
北大藏秦简在进行室内揭剥清理时还保存着成卷的简册状态，共有10卷竹简，未分卷零散简6枚。
- 卷〇：《三十一年质日》77枚
- 卷一：《公子从军》22枚，完整简9枚，余均有不同程度残缺。
- 卷二：《日书》55枚
- 卷三：《算书》82枚
- 卷四：双面书写，正面抄写《算书》甲篇（鲁久次问数于陈起）、日书（甲组）、《制衣》27枚，《算书》乙篇开头；背面抄写《算书》乙篇、医方80余枚、《道里书》66枚、《禹九策》、《祓除》、日书乙组
- 卷五：《三十三年质日》60枚
- 卷六：《祠祝之道》6枚竹简，1枚竹牍
- 卷七：《田书》24枚
- 卷八：《田书》50枚
- 卷九：合抄，《从政之经》46枚，2枚残半。简文大致可分六节，其中四节分别讲为官吏者之自律、修身、宜忌及治民之术，一节汇集与官吏职责范围有关的字词，末一节以《贤者》为题，阐述从政尚贤的道理。《善女子之方》15枚，编连在《从政之经》后，其首简与《从政之经》末简相连。
- 木简卷甲：《白囊》12枚
- 木简卷乙：《隐书》9枚
- 《酒令》[3]：木牍2枚，竹牍1枚，行酒骰子1枚
- 《泰原有死者》：木牍1枚
- 记账文书：木牍2枚，竹牍2枚，木觚1枚